# Goutte D'or
Goutte D'or er en dansk animationsfilm fra 2013, der er instrueret af Christophe Peladan.

## Handling
Da en pirat ankommer til det mystiske dødsrige, bliver han mødt af en underskøn dronning. Han bliver straks forelsket, men det er ikke altid let med den kærlighed - heller ikke i dødsriget.